# Rostzaunkönig
Der Rostzaunkönig (Cinnycerthia olivascens) ist eine Vogelart aus der Familie der Zaunkönige (Troglodytidae), die in Kolumbien, Ecuador und Peru verbreitet ist. Der Bestand wird von der IUCN als nicht gefährdet (Least Concern) eingeschätzt.

## Merkmale
Der Rostzaunkönig erreicht eine Körperlänge von etwa 16 cm bei einem Gewicht des Männchens von ca. 25,9 g und des Weibchens von 23,0 g. Das Gefieder ist komplett braun, doch in verschiedenen Farbtönen. Der Oberkopf ist dunkel gräulich braun, der Rücken und der Bürzel rötlich braun. Die Handschwingen und Armschwingen sind hell rotbraun mit matten schwärzlichen Strichen, die sich bis zu den größeren Oberflügeldecken ziehen. Die Steuerfedern sind kastanienbraun mit viel feinen schwärzlichen Bändern. Das Kinn und die Kehle sind blass gräulich braun, der Bauch und die Kloake rötlich braun. Die Augen sind hellbraun oder grau, der Schnabel dunkel graubraun und die Beine grau. Beide Geschlechter ähneln sich. Halbwüchsige Jungtiere ähneln erwachsenen Vögeln, haben aber hinter dem Auge einen gräulichen Bereich.

## Verhalten und Ernährung
Es wurde in Ecuador beobachtet, wie der Rostzaunkönig seinen Nestlingen kleine Schnecken, Grillen, Fliegen, Käfer, ausgewachsene Schmetterlinge und madenartige Insekten brachte. In Kolumbien waren dies Motten, Heuschrecken, Schmetterlingslarven und Regenwürmer. Sein Futter sucht er in den bodennahen Straten, meist in dichter Vegetation. Er ist sehr gesellig und ist oft in Gruppen mit bis zu zehn Vögeln unterwegs.

## Lautäußerungen
Der Gesang des Rostzaunkönigs besteht aus einer komplexen und variablen Serie musikalischer Phrasen mit wechselhafter Betonung. Die Laute beinhalten einen weichen, tiefen wurt-Ton.

## Fortpflanzung
Vögel in Brutstimmung wurden in Kolumbien von Juni bis August beobachtet. Im Nordosten Ecuadors baute er im Januar ein Nest. Ein zweites Nest mit zwei Nestlingen und einem Ei wurde im April entdeckt, ein drittes im November enthielt drei Eier. Die Nester waren sperrige, geschlossene Bälle mit einem nach unten führenden röhrenförmigen Eingang und wurde an niedrigem Gestrüpp oder Bäumen in 1,5 bis 3 Meter über dem Boden angebracht. Eines maß 24 cm und war 21 cm breit. Es war überwiegend aus Würzelchen, großen Moosanteilen und Bambusblättern gebaut, die er in den Nestballen eingewoben hat. Die Eier waren weiß mit spärlichen rötlich braunen Flecken, die sich am größeren Ende befinden. Die Eier sind ca. 21,4 × 15,1 mm groß. Zwei Nestlinge, die den jungen Erwachsenen ähneln, hatten jedoch einen leuchtend gelbe Außen- und Innenschnabel. In Kolumbien wurden 12 aktive Nester in Aphelandra acanthus entdeckt. Die Brutzeit betrug etwa 19 Tage. Vier der Nester waren schließlich ohne erfolgreichen Nachwuchs, die anderen acht hatten im Durchschnitt zwei Nestlinge. Beide Geschlechter bebrüten die Eier. Aus Kolumbien wird berichtet, dass die Vögel sich in Gruppen bis zu sieben Exemplaren zusammenschließen. Das Territorium der Gruppe ist ca. 7,6 ha und die Aufzucht erfolgt gemeinsam in der Gruppe, wobei die Gruppe nur ein Brutpaar hat. Alle Mitglieder der Gruppe bauen und schlafen zusammen in Nestquartieren mit eins bis drei Individuen pro Gruppe. Neue Nester werden häufig aus dem Material alter Nester gebaut. Die Gruppenzusammensetzung ist sehr variabel. So schließen sich Vögel aller Altersklassen häufig neuen Gruppen an und werden zu Helfern, sobald sie sich der Gruppen anschließen.

## Verbreitung und Lebensraum
Der Rostzaunkönig bevorzugt moosige Wälder, inklusive Waldränder und Wolken- und Nebelwald, oft mit Bambus der Gattung Chusquea. Er bewegt sich meist in Höhenlagen von 1500 bis 3100 Metern, doch an den Pazifikhängen im Departamento del Cauca ist er in Höhenlagen ab 900 Metern präsent.

## Migration
Es wird vermutet, dass der Rostzaunkönig ein Standvogel ist.

## Unterarten
Es sind zwei Unterarten bekannt:
- Cinnycerthia olivascens bogotensis (Matschie, 1885)[3] kommt im nördlichen zentralen Kolumbien vor. Die Unterart ist deutlich dunkler als die Nominatform und hat niemals weiße Färbung im Gesichtsbereich.[1]
- Cinnycerthia olivascens olivascens Sharpe, 1882[4] ist im westlichen Kolumbien über Ecuador bis in den Norden Perus verbreitet.

## Etymologie und Forschungsgeschichte
Die Erstbeschreibung des Rostzaunkönigs erfolgte 1882 durch Richard Bowdler Sharpe unter dem wissenschaftlichen Namen Cinnicerthia [sic] olivascens. Das Typusexemplar stammte aus Santa Elena im Departamento de Antioquia und wurde von Thomas Knight Salmon (1841–1878) gesammelt. Bereits 1846 führte René Primevère Lesson den neuen Gattungsnamen Cinnycerthia ein. Dieser Name setzt sich aus »cinnuris κιννυρις« für »einen kleinen Vogel laut Hesychios von Alexandria«, ein Name den Georges Cuvier 1817 für eine Gattung der Nektarvögel verwendete, und »certhios κερθιος« für »einen kleinen Baumbewohner, der laut Aristoteles Insekten frisst« zusammen. Der Artname »olivascens« ist das lateinische Wort für »etwas olivfarben« von »olivia« von »olivfarben«. »Bogotensis« bezieht sich auf Bogotá.